# Tosin Adarabioyo
Abdul-Nasir Oluwatosin Oluwadoyinsolami Adarabioyo (Mánchester, Inglaterra, Reino Unido, 24 de septiembre de 1997) es un futbolista británico que juega en la demarcación de defensa para el Chelsea F. C. de la Premier League.

## Trayectoria
Tras formarse como futbolista en las filas inferiores del Manchester City F. C., en 2016 subió al primer equipo. En esa misma temporada, el 21 de febrero de 2016 debutó con el primer equipo, haciendo su debut como profesional en un encuentro de la FA Cup contra el Chelsea F. C.
Sin muchas oportunidades en el primer equipo, la temporada 2018-19 fue cedido al West Bromwich Albion F. C. y la 2019-20 al Blackburn Rovers F. C.
Finalmente, el 5 de octubre de 2020 abandonó la entidad mancuniana y firmó por tres años, con opción a un cuarto, con el Fulham F. C. Estuvo esas cuatro temporadas, en junio de 2024 se marchó al expirar su contrato y fichó por el Chelsea F. C.

## Estadísticas

### Clubes
Actualizado al último partido disputado el 8 de julio de 2025.
| Club                                  | Div.          | Temporada     | Liga  | Liga  | Copas nacionales | Copas nacionales | Copas internacionales | Copas internacionales | Total | Total |
| Club                                  | Div.          | Temporada     | Part. | Goles | Part.            | Goles            | Part.                 | Goles                 | Part. | Goles |
| ------------------------------------- | ------------- | ------------- | ----- | ----- | ---------------- | ---------------- | --------------------- | --------------------- | ----- | ----- |
| Manchester City F. C. Inglaterra      | 1.ª           | 2015-16       | 0     | 0     | 1                | 0                | 0                     | 0                     | 1     | 0     |
| Manchester City F. C. Inglaterra      | 1.ª           | 2016-17       | 0     | 0     | 1                | 0                | 2                     | 0                     | 3     | 0     |
| Manchester City F. C. Inglaterra      | 1.ª           | 2017-18       | 0     | 0     | 2                | 0                | 2                     | 0                     | 4     | 0     |
| Manchester City F. C. Inglaterra      | Total club    | Total club    | 0     | 0     | 4                | 0                | 4                     | 0                     | 8     | 0     |
| West Bromwich Albion F. C. Inglaterra | 2.ª           | 2018-19       | 30    | 0     | 6                | 0                | —                     | —                     | 36    | 0     |
| West Bromwich Albion F. C. Inglaterra | Total club    | Total club    | 30    | 0     | 6                | 0                | 0                     | 0                     | 36    | 0     |
| Blackburn Rovers F. C. Inglaterra     | 2.ª           | 2019-20       | 34    | 3     | 1                | 0                | —                     | —                     | 35    | 3     |
| Blackburn Rovers F. C. Inglaterra     | Total club    | Total club    | 34    | 3     | 1                | 0                | 0                     | 0                     | 35    | 3     |
| Fulham F. C. Inglaterra               | 1.ª           | 2020-21       | 33    | 0     | 1                | 0                | —                     | —                     | 34    | 0     |
| Fulham F. C. Inglaterra               | 2.ª           | 2021-22       | 41    | 2     | 3                | 0                | —                     | —                     | 44    | 2     |
| Fulham F. C. Inglaterra               | 1.ª           | 2022-23       | 25    | 1     | 4                | 0                | —                     | —                     | 29    | 1     |
| Fulham F. C. Inglaterra               | 1.ª           | 2023-24       | 20    | 2     | 5                | 0                | —                     | —                     | 25    | 2     |
| Fulham F. C. Inglaterra               | Total club    | Total club    | 119   | 5     | 13               | 0                | 0                     | 0                     | 132   | 5     |
| Chelsea F. C. Inglaterra              | 1.ª           | 2024-25       | 22    | 1     | 3                | 2                | 16                    | 2                     | 41    | 5     |
| Chelsea F. C. Inglaterra              | Total club    | Total club    | 22    | 1     | 3                | 2                | 16                    | 2                     | 41    | 5     |
| Total carrera                         | Total carrera | Total carrera | 205   | 9     | 27               | 2                | 20                    | 2                     | 252   | 13    |

## Palmarés

### Títulos nacionales
| Título           | Club         | País       | Año  |
| ---------------- | ------------ | ---------- | ---- |
| EFL Championship | Fulham F. C. | Inglaterra | 2022 |

### Títulos internacionales
| Título                       | Equipo        | Sede           | Año  |
| ---------------------------- | ------------- | -------------- | ---- |
| Liga Conferencia de la UEFA  | Chelsea F. C. | Breslavia      | 2025 |
| Mundial de Clubes de la FIFA | Chelsea F. C. | Estados Unidos | 2025 |